# Atèlids
Els atèlids (Atelidae) són una de les quatre famílies de micos del Nou Món actualment reconegudes. Anteriorment, se la incloïa a la família dels cèbids. Els atèlids són en general micos grossos i la família inclou les mones aranya, mones llanoses i les mones udoladores. Viuen a les regions boscoses de Centreamèrica i Sud-amèrica, des de Mèxic fins al nord de l'Argentina.